# 武家 (日本家族)
武家（日语：たけけ），是日本近代赛马界人士辈出的家族。是建部氏的祢寝氏支流的一族。明治维新后，渡海到北海道函馆从事开拓事业，同時引入西式赛马。

## 概述
武家為薩摩國出身的家族，於江戶時代時為薩摩藩士。處於薩摩的武氏，為禰寢氏所分流出來的氏族，始祖為禰寢氏第15代當主禰寢清年之次子武重俊。後續家族內的武清武成為了日置島津家第3代當主島津常久的家臣，從此以後武氏開始侍奉日置島津家，成為薩摩藩當地較有名的藩士之一。
而在明治時代末年，武彥七之兄園田實德之女信子，嫁給了西鄉隆盛之嫡子西鄉寅太郎，因而為和西鄉家締結了姻親。而西鄉之弟西鄉從道則對西式賽馬極為有興趣，同時亦為最初代的日本人馬主，因而武家亦對賽馬事業有所接觸，後代產生了不少從事賽馬行業的人士。

## 近現代的武家

### 園田實德及武彥七
近現代的武家之起始要追索至在江戶時代末年，出生在薩摩藩士園田家後被過繼往武家的武彥七以及其兄園田實德。兩者之父園田彥右衞門出身自武家的分流，而最終武彥七亦回歸至武家之中。
明治維新後，兩兄弟作為開拓使被明治新政府派往函館一帶工作。雖然不清楚兩兄弟是被一同派遣還是分開派遣，但可以得知的是實德在1872年開始工作。抵達函館後，彥七於開拓使官邸的七重勸業實驗園工作，而實德則在道南地區參與船舶及鐵路運輸整備事業，同時累積了不少財富。實德在參與業務之餘，亦在1883年時聯同函館大經及其他4名人士共同創辦北海道競馬會社，脫離以往而村落為單位舉行的祭典競馬，正式確立了日本現代競馬的雛形。1890年，函館競馬會正式成立，彥七成為競馬會的審查員，同時亦參與經營的事務。1903年，由於需要改良馬匹的血統，實德向北海道廳借用函館市桔梗町一帶的土地創立園田牧場，經營的事務亦交由彥七管理。
而彥七亦有拜師日本近代馬術始祖函館大經門下，學習法國馬術，其曾被稱讚「騎馬時不需要繮繩，之需要一條棉線就可以把和紙塞在馬鞍下而不會起皺」。同時其亦有教授弟子騎術，主要弟子有谷榮次郎、而此門派再往下則有梅田康雄及加用正等。而據彥七的長子武芳彥所説，之後被稱為「大尾形」的尾形藤吉、尾形師兄內藤精一及在大正時期於橫濱競馬場擁有大馬房的仲住與之助均受到彥七的影響。
彥七共有7子，長子芳彥繼承了園田牧場，次子房彥在函館從事酪農業、而三子輔彥、四子平三及五子富三則分別為內藤精一、元石吉太郎及尾形藤吉馬房的騎師。

### 武芳彥系
1946年太平洋戰爭結束後，作為渡島地方馬主組織渡島馬匹組合副主席的芳彥，計劃在戰後的期間復興以往的函館競馬，用作駐日盟軍總司令士兵及其家屬和函館市民的消遣娛樂。亦因如此，芳彥受到函館駐日盟軍司令威利上校的命令全權負責此計劃，努力使其成為現實。競馬賽事首先在札幌舉行，在同年7月27及28日則於函館舉行，由於芳彥於計劃時期經已為負責人的身份，因而在舉行後順利成章地成為執行委員長。此後，盟軍仍停留在日本時亦舉辦了幾屆賽事，盟軍撤退後則收歸國營繼續舉辦，自此函館的競馬活動每年均恆常化舉行。而由於芳彥所管理的園田牧場於戰爭期間向日軍提供物資，因而在戰後被盟軍追溯戰爭責任，同時伴隨着農地改革，當時仍然擁有100頭牛以及80匹純種馬的牧場被迫關閉以及剷平。芳彥三子邦彥回憶4歲時則提起：「我在一個大牧場裏面長大，每天都和馬匹一起玩耍。但有一天，所有的馬匹都被帶到了別的地方，我失去了我的朋友。然後一輛拖拉機開了過了，開始取位摧毀馬房，牧場變成了農田。」縱然如此，由於芳彥自身出色的經營能力，其得以在戰後仍然保持其在競馬界的身份，更成為了新創立的北海道馬主協會的理事。
1954年日本國營競馬再度民營化，同時日本中央競馬會成立。3年後的1957年，受到叔父平三説服的邦彥成為了京都競馬場的所屬騎師，於1960年代逐步建立實力，於1970年時經已成為了頂級騎師之一，同時亦有「名人」及「草地的魔術師」之稱。在達成經典三冠賽事全制霸及成為首位達成1000場頭馬的關西所屬騎師後，邦彥選擇在1985年掛鞭從練。
到了1987年，邦彥的三子武豐亦以騎師身份出道。出道首年隨即以69場頭馬打破新人騎師最多頭馬紀錄。之後更陸續打破中央競馬各種最快及最年輕的頭馬記錄，因而被冠以「天才」之名。而在武豐活躍的過程中，邦彥的四子幸四郎亦在1997年出道，幸四郎出道後2日隨即憑策騎父親馬房的「大隅鉅子」勝出讀賣盃，打破新人騎師最快勝出分級賽頭馬的紀錄。幸四郎其後亦活躍在各項分級賽，最終在2017年掛鞭從練。

### 武平三系
彥七的三子平三作為騎師實績不算太多，因而掛鞭從練，其後取得735場頭馬，當中包含20場重要賽事的頭馬。然而，在其練馬師經歷期間，曾因為採用被禁止的營養劑而被停牌3年，因而有不名譽的一面。
平三的長子宏平於麻布獸醫大學畢業後成為平三馬房的訓練助手，獨立開倉後勝出三場一級賽頭馬。次子武勇則在北海道靜內町（現新日高町）經營生產牧場武牧場，在2003年中被殺害。而武牧場於其後仍然存在，2009年出生的「Three Rolls」在宏平的管理下成功勝出菊花賞。三子永祥則於馬事公苑騎師課程畢業後在1967年以騎師身份出道，生涯之中取得152場頭馬。永祥之子英智亦為騎師，掛鞭後和堂兄幸四郎同期成為了練馬師。

### 武輔彥及武富三
輔彥於騎師退役後成為了練馬師，曾訓練出勝出櫻花賞及菊花賞兩冠的「Brownie」以及寶塚紀念馬「Homare Hero」，同時亦弟子之中亦培養出宮本悳及田島日出雄等優秀騎師。
富三於騎師生涯時未有創下太多成績，其在1944年5月7日於東京競馬場第7場賽事策騎時「Isono Matsu」出現墮馬事故，最終傷重不治。

## 著名成員
- 武彥七（園田牧場創辦人）
  - 武芳彥（園田牧場第2代負責人）
    - 武邦彥（前騎師、前練馬師）
      - 武伸（前同志社大學欖球部成員、體育記者）
      - 武豐（騎師）
      - 武幸四郎（前騎師、練馬師）

  - 武房彥（酪農）
  - 武輔彥（前騎師、前練馬師）
  - 武平三（前騎師、前練馬師）
    - 武宏平（前練馬師）
    - 武勇（武牧場創辦人）
    - 武永祥（前騎師、前訓練助手）
      - 武英智（前騎師、練馬師）

  - 武富三（前騎師）